# Piłka nożna pięcioosobowa na Letnich Igrzyskach Paraolimpijskich 2008
Piłka nożna pięcioosobowa na Letnich Igrzyskach Paraolimpijskich w Pekinie była rozgrywana od 7 do 17 września. W rozgrywkach wzięło udział 6 drużyn.

## Reprezentacje

### Argentyna
| Pozycja | Zawodnik                  | Klub          |
| ------- | ------------------------- | ------------- |
| BR      | 12.Abbas Hachache Gonzalo | River Plate   |
| BR      | 1.Lencina Dario           | Ardec         |
| O       | 4.Diaz Eduardo            | Ardec         |
| O       | 2.Mendoza Antonio         | Popeye        |
| P       | 6.Cerega Diego            | River Plate   |
| P       | 3.Maidana Gustavo         | Los Leones    |
| N       | 5.Velo Silvio             | River Plate   |
| N       | 8.Rodriguez Lucas         | River Plate   |
| N       | 7.Figueroa Ivan           | San Sebastian |
| N       | 9.Jimenez Jose Luis       | Adecico       |

Trener: Vilarino Gonzalo

### Hiszpania
| Pozycja | Zawodnik               | Klub          |
| ------- | ---------------------- | ------------- |
| BR      | 12.Gomez Jose Manuel   | Once Sewilla  |
| BR      | 1.Gonzalez Alvaro      | Once Malaga   |
| O       | 5.Garrido Carmelo      | Once Madryt   |
| O       | 6.Acosta Adolfo Samuel | Once Madryt   |
| P       | 4.Garcia Pedro Antonio | Once Murcia   |
| P       | 7.Lopez Jose           | Once Alicante |
| P       | 8.Cuadrado Alfredo     | Once Malaga   |
| N       | 10.Aguilar Vicente     | Once Madryt   |
| N       | 11.Rosado Marcelo      | Once Malaga   |
| N       | 9.Martin Antonio Jesus | Once Malaga   |

Trener: Urbano Jose Francisco

### Chiny
| Pozycja | Zawodnik        | Klub      |
| ------- | --------------- | --------- |
| BR      | 12.Xia Zheng    | NPC China |
| BR      | 1.Wei Zheng     | NPC China |
| O       | 5.Li Xiaoqiang  | NPC China |
| O       | 9.Wang Zhoubin  | NPC China |
| O       | 8.Yang Xinqiang | NPC China |
| P       | 11.Wang Yafeng  | NPC China |
| P       | 6.Zhang Qiang   | NPC China |
| P       | 10.Zheng Wenfa  | NPC China |
| N       | 3.Chen Shanyong | NPC China |
| N       | 7.Yu Yutan      | NPC China |

Trener: Dong Junjie

### Wielka Brytania
| Pozycja | Zawodnik              | Klub         |
| ------- | --------------------- | ------------ |
| BR      | 1.Pugh Jonathan       | RNC          |
| BR      | 10.James Dan          | South Region |
| O       | 4.Ahmed Ajmal Maqsood | RNC          |
| O       | 2.Hill Simon          | West Brom    |
| O       | 3.Greatbatch Lee      | Worcester    |
| O       | 6.Norman Will         | Worcester    |
| P       | 5.Gribbin Jon         | West Brom    |
| P       | 7.Clarke David        | South Region |
| P       | 9.Briant Andrew       | West Brom    |
| N       | 8.Seal Keryn          | Worcester    |

Trener: Larkin Anthony Gerard

### Brazylia
| Pozycja | Zawodnik                    | Klub   |
| ------- | --------------------------- | ------ |
| BR      | 1.Ribeiro Vasconcelos Fabio | Ceibc  |
| BR      | 12.Farias Rego Andreonni    | Apace  |
| O       | 3.Soares Sandro             | Ceibc  |
| O       | 5.Ramos Damiao              | Apace  |
| P       | 10.Alves Ricardo            | Acergs |
| P       | 11.Goncalves Jefferson      | ICB    |
| P       | 7.Oliveira Mizael           | AMC    |
| P       | 9.Silva Joao Batista        | Ceibc  |
| N       | 8.Silva Severino            | Apace  |
| N       | 6.Felipe Marcos             | Apace  |

Trener: Padua Alves da Costa Antonio

### Korea Południowa
| Pozycja | Zawodnik        | Klub               |
| ------- | --------------- | ------------------ |
| BR      | 1.Jo Woo-hyun   | Daegu              |
| BR      | 18.Ji Jun-min   | Kyŏngsang Północny |
| O       | 16.Hur Suk      | Gyeonggi           |
| O       | 3.Kim Jung-hoon | Gyeonggi           |
| O       | 8.Kim Jae-sik   | Seul               |
| P       | 14.Kim Kyung-ho | Incheon            |
| P       | 10.Oh Yong-kyun | Seul               |
| N       | 11.Lee Jin-won  | Kyŏnggi            |
| N       | 9.Park Meong-su | Seul               |
| N       | 7.Yoon Jong-suk | Gyeonggi           |

Trener: Lee Ok-hyeong

## Wyniki
| 7 września 2008 9:30 (UTC+8) | Argentyna · Velo Silvio (7', 34') | 2:01:0 | Hiszpania | Olympic Green Hockey Field B Widzów: 1310 Sędzia: Glock Nelson Luis (Wielka Brytania) |
|                              |                                   |        |           |                                                                                       |

| 7 września 2008 11:30 (UTC+8) | Chiny · Wang Yafeng (18',38'), Chen Shanyong (29') | 3:01:0 | Wielka Brytania                    | Olympic Green Hockey Field B Widzów: 1259 Sędzia: Mastoras Ilias (Grecja)) |
|                               |                                                    |        | kartki: Pugh Jonathan (18')- żółta |                                                                            |

| 7 września 2008 13:30 (UTC+8) | Brazylia · Goncalves Jefferson (7'), Silva Joao Batista (24'), Oliveira Mizael (41') | 3:02:0 | Korea Południowa | Olympic Green Hockey Field B Widzów: 1210 Sędzia: Torino Ricardo (Argentyna) |
|                               |                                                                                      |        |                  |                                                                              |

| 9 września 2008 9:00 (UTC+8) | Korea Południowa · Hur Suk (26') | 1:20:1 | Wielka Brytania · Clarke David (24'), Gribbin Jon (40') | Olympic Green Hockey Field B Widzów: 1321 Sędzia: Glock Nelson Luis (Brazylia) |
|                              |                                  |        |                                                         |                                                                                |

| 9 września 2008 11:00 (UTC+8) | Brazylia · Goncalves Jefferson (28') | 1:00:0 | Hiszpania | Olympic Green Hockey Field B Widzów: 1890 Sędzia: Lescouezec Jean Luc (Francja) |
|                               |                                      |        |           |                                                                                 |

| 9 września 2008 13:00 (UTC+8) | Argentyna | 0:1 | Chiny · Rodriguez Lucas (23') - sam. | Olympic Green Hockey Field B Widzów: 1840 Sędzia: Mastoras Ilias (Grecja) |
|                               |           |     |                                      |                                                                           |

| 11 września 2008 9:00 (UTC+8) | Argentyna | 0:0 | Brazylia                          | Olympic Green Hockey Field B Widzów: 1550 Sędzia: Mastoras Ilias (Grecja) |
|                               |           |     | kartki: Ramos Damiao (50') -żółta |                                                                           |

| 11 września 2008 11:00 (UTC+8) | Korea Południowa | 0:1 | Chiny · Li Xiaoqiang (13') | Olympic Green Hockey Field B Widzów: 1995 Sędzia: Torino Ricardo (Argentyna) |
|                                |                  |     |                            |                                                                              |

| 11 września 2008 13:00 (UTC+8) | Wielka Brytania · Clarke David (29')                | 1:30:0 | Hiszpania · Cuadrado Alfredo (37'), Rosado Marcelo (43'), Martin Antonio Jesus (44') | Olympic Green Hockey Field B Widzów: 2021 Sędzia: Glock Nelson Luis (Brazylia) |
|                                | kartki: Clarke David (27') Gribbin Jon (43')- żółta |        | kartki: Acosta Adolfo Samuel (21'), Aguilar Vicente (49')-żółte                      |                                                                                |

| 13 września 2008 9:00 (UTC+8) | Chiny · Zheng Wenfa (50') | 1:00:0 | Hiszpania                                                        | Olympic Green Hockey Field B Widzów: 1699 Sędzia: Lescouezec Jean Luc (Francja) |
|                               |                           |        | kartki: Aguillar Vicente (35'), Martin Antonio Jesus (50')-żółte |                                                                                 |

| 13 września 2008 11:00 (UTC+8) | Wielka Brytania                                     | 0:50:4 | Brazylia · Silva Joao Batista (1'), Oliveira Mizael (12'), Ahmed Ajmal Maqsood (16')-sam., Alves Ricardo (24', 26') | Olympic Green Hockey Field B Widzów: 1277 Sędzia: Mastoras Ilias (Grecja) |
|                                | kartki: Clarke David (24'), Seal Keryn (43')- żółte |        | |                                                                           |

| 13 września 2008 13:00 (UTC+8) | Argentyna · Figueroa Ivan (8') Velo Silvio (48') | 2:01:0 | Korea Południowa                        | Olympic Green Hockey Field B Widzów: 2398 Sędzia: Glock Nelson Luis (Brazylia) |
|                                |                                                  |        | kartki: Hur Suk (29') Lee Jin-won (36') |                                                                                |

| 15 września 2008 9:00 (UTC+8) | Argentyna · Velo Silvio (25', 50'), Figueroa Ivan (33') | 3:11:0 | Wielka Brytania · Greatbatch Lee (28') | Olympic Green Hockey Field B Widzów: 1117 Sędzia: Mastoras Ilias (Grecja) |
|                               | kartki: Abbas Hachache Gonzalo (35')                    |        |                                        |                                                                           |

| 15 września 2008 11:00 (UTC+8) | Hiszpania · Martin Antonio Jesus (31', 43') | 2:20:0 | Korea Południowa · Kim Kyung-ho (35'), Lee Jin-won (46') | Olympic Green Hockey Field B Widzów: 1376 Sędzia: Torino Ricardo (Argentyna) |
|                                |                                             |        | kartki: Kim Jae-sik (43')-żółta                          |                                                                              |

| 15 września 2008 13:00 (UTC+8) | Chiny · Wang Zhoubin (33') | 1:10:1 | Brazylia · Alves Ricardo (13') | Olympic Green Hockey Field B Widzów: 1310 Sędzia: Lescouezec Jean Luc (Francja) |
|                                |                            |        |                                |                                                                                 |

| 17 września 2008 9:00 (UTC+8) | Wielka Brytania · Clarke David (48')        | 1:1 k. 1:00:1 | Korea Południowa · Oh Yong-kyun (17') | Olympic Green Hockey Field B Widzów: 1057 Sędzia: Torino Ricardo (Argentyna) |
|                               | kartki: James Dan (43'), Clarke David (47') |               |                                       |                                                                              |

### Mecz o 3. miejsce
| 17 września 2008 11:00 (UTC+8) | Argentyna · Velo Silvio (42') | 1:1 k. 1:00:1 | Hiszpania · Martin Antonio Jesus (1')                                           | Olympic Green Hockey Field B Sędzia: Glock Nelson Luis (Brazylia) |
|                                |                               |               | kartki: Aguilar Vicente (30', 31')-czerwona (dwie żółte), Gonzalez Alvaro (33') |                                                                   |

### Finał
| 17 września 2008 13:30 (UTC+8) | Chiny · Wang Yafeng (24') | 1:21:0 | Brazylia · Alves Ricardo (30'), Felipe Marcos (50') | Olympic Green Hockey Field B Widzów: 2317 Sędzia: Matoras Ilias (Grecja) |
|                                |                           |        |                                                     |                                                                          |